# Fusagasugá
Fusagasugá es un municipio colombiano, capital de la Provincia del Sumapaz, ubicado en el departamento de Cundinamarca. Con una población proyectada en 2023 de 170 241 habitantes, es el tercer municipio más poblado del departamento después de Soacha y Bogotá, también es el cuadragésimo quinto del país. Fue fundado el 5 de febrero de 1592, y es conocido como la "Ciudad Jardín de Colombia". Está ubicado a 59 km al suroccidente de Bogotá, en una meseta delimitada por el río Cuja y el río Chocho, el cerro de Fusacatán y el cerro de Quininí que conforman el denominado valle de los Sutagaos y la altiplanicie de Chinauta.

## Toponimia

### Origen lingüístico[7]
- Familia lingüística: Chibcha
- Lengua: Sutagao

### Significado
Fusagasugá en lengua de los indígenas sutagaos expresa "pueblo al pie de los montes". La palabra Ifusagasugá en lengua sutagao presenta el siguiente acercamiento a los elementos significativos que la conforman: fusa "pueblo", sagasuga "parte baja de las montañas".

### Origen / Motivación
Fusagasugá fue el nombre dado al poblado desde tiempos prehispánicos. Es una denominación original que se ha mantenido desde que el territorio alberga a los Muyscas. Usagasugá es el nombre del cacique de Pasca que gobernó la región a la llegada de los conquistadores españoles.

### Nombres históricos
- Usagasuga (1550)
- Nuestra Señora de Belén (1785)

## Historia

### Época precolombina

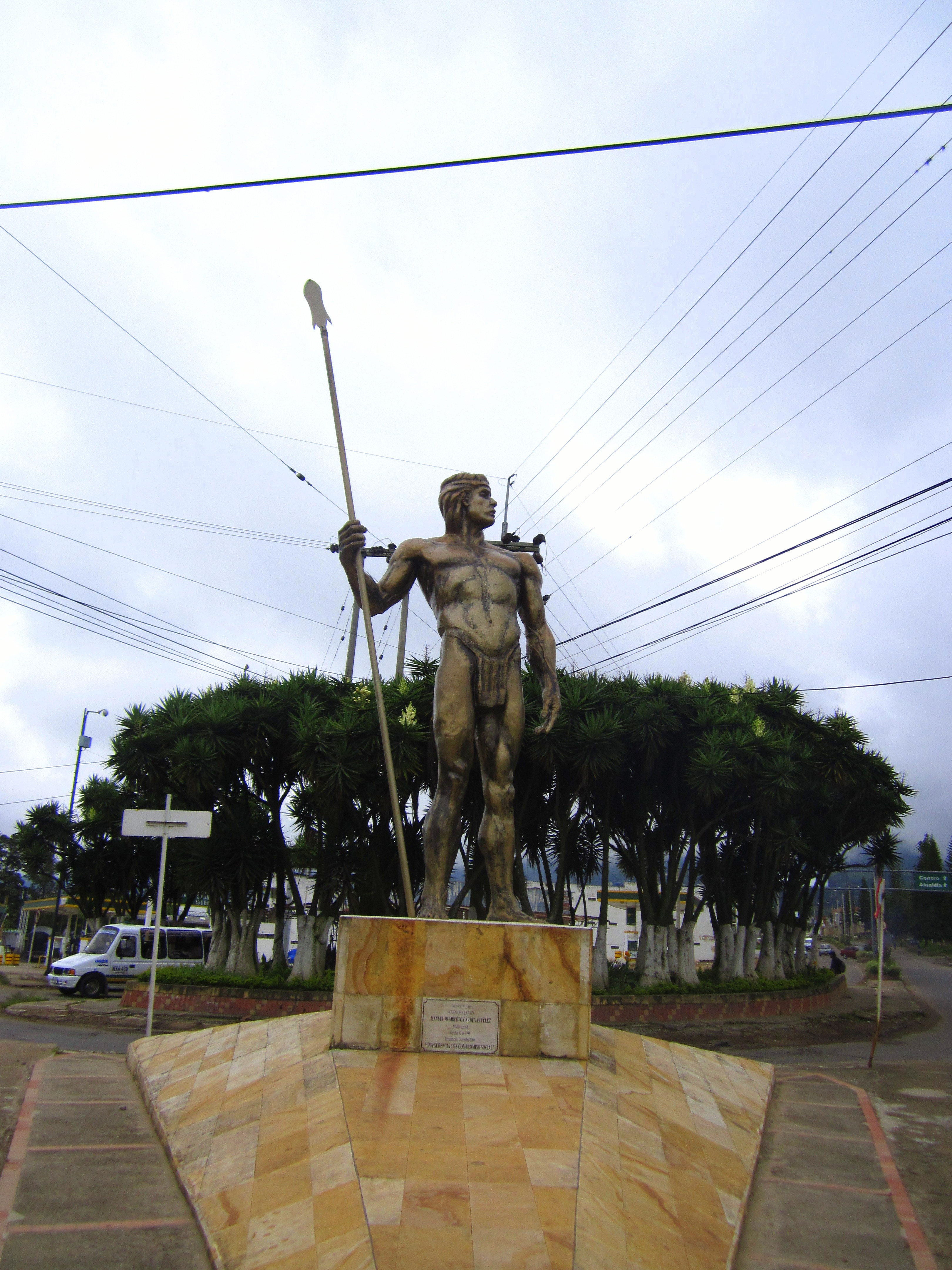
Estatua del Cacique Fusagasugá o el Indio Sutagao, cerca a la estación de servicio Brio Los Árboles (hoy la sede de Biomax)

En la época precolombina, el territorio del actual municipio de Fusagasugá estuvo habitado por los indígenas sutagaos, llamados también fusagasugaes, que pertenecían a la familia lingüística Chibcha y habitaban sobre la frontera de los territorios de la Confederación Muisca. Los sutagaos servían como vínculo comercial y político entre los muiscas y otros grupos indígenas como los panches y los pijaos.
Entre 1470 y 1490, el Zipa de Bacatá, Saguamanchica, emprendió una campaña para la dominación del territorio controlado por los sutagaos, debido a que podrían crear fisuras del orden territorial establecido por los muiscas; esta campaña tuvo como resultado la Batalla de Pasca, en la que el territorio sutagao fue sometido por los muiscas e integrado al Zipazgo.
Fusagasugá fue inicialmente un cruce de caminos que se convirtió en un lugar de paso obligado, debido a que su territorio forma un valle que ponía en contacto al territorio muisca con el territorio panche. Allí tuvo asiento uno de los primeros mercados de las comunidades indígenas que habitaron el centro del país, debido a la confluencia de muiscas, panches y pijaos. La cultura de los sutagaos era una amalgama de otras culturas indígenas, debido a que se les reconocieron por los cronista españoles prácticas catalogadas en la familia chibcha; sin embargo, también son, a veces, confundidos con los caribes. Seguramente, el ubicarse como un tipo de cuña en medio de tan variado panorama étnico les ofreció características que difícilmente pudieron ser homogeneizadas.
Las condiciones en que se desarrollaron los sutagaos favorecieron que su principal sustento estuviera en el comercio, mientras que la agricultura se limitaba a un segundo plano. Por ello, como lo señala Carl Langebaek, desde la zona de Fusagasugá se abastecía a los muiscas de oro proveniente de las tierras de los panches y a cambio estos últimos recibían sal y mantas. De igual manera, sucedió con los cueros obtenidos, principalmente, por los pijaos y que terminaban, por redes comerciales, en los dominios de Bogotá y Tunja, donde las manos de los sutagaos, al parecer, fueron de crucial importancia durante el proceso de intercambio. En lo referente a los productos extraídos en la región, es preciso hacer mención de la miel, la coca y los cueros animales.

### Conquista y Nuevo Reino de Granada
La llegada de los españoles a la región se hizo dentro de un proceso de poblamiento iniciado desde Santa Marta por Pedro Fernández de Lugo. Desde Santa Marta partió Gonzalo Jiménez de Quesada en 1537 con la misión de informar a Fernández de Lugo sobre tierra firme, y luego de varios meses de penurias se estableció en el Altiplano Cundiboyacense. Meses después llegaron Nicolás Federmann y Sebastián de Belalcázar, y el 27 de abril de 1539 se fundó definitivamente Santafé de Bogotá.
La conquista necesitaba autofinanciarse, por lo que poco después se continuó con las expediciones hacia Tocaima, Ibagué y el suroccidente del territorio, quedándose en Bogotá aproximadamente 180 conquistadores, los cuales empezaron a conocer todo el altiplano y sus estribaciones; esto ocurrió durante los cinco primeros años después de la fundación de Bogotá. Durante este proceso se produce el primer intento de dominación sobre los sutagaos, se nombraron encomenderos para los indígenas y se intentó fundar la ciudad de Altagracia de Summa-Paz. Ello obedecía a un intento por tener un punto de avanzada militar y no permitir los ataques de panches y pijaos. Estas iniciativas no tuvieron éxito. En este marco y durante cerca de cincuenta años se procuró continuar con estas ideas, y solamente se logró establecer el pueblo de indios hasta el año de 1592 (entre 5 y 13 de febrero).
Durante el siglo XVIII se produjo un aumento de la población mestiza, que continuaba ubicándose, en su mayoría, en la zona rural. En razón al descenso de la población nativa y las complicaciones sociales y políticas, se produjo en 1772 la solicitud de trasladar a los indios y formar pueblo de blancos. Pero la resistencia de los indios en voz del cura doctrinero no se hicieron esperar. La fortaleza indígena no fue suficiente para hacerle frente a las disposiciones de la nueva dinastía que dominaban el Reino de España (los Borbones), y que tenía entre sus principios agilizar la administración pública y a su vez controlar la tributación, para lo cual se congregó en un mayor número a los indios, dejando sitios despoblados y sobrepoblando otros. Este proceso fue realizado por Francisco Antonio Moreno y Escandón, quien llegó a Fusagasugá el 29 de diciembre de 1775, donde observó las condiciones de blancos e indios e hizo que se hicieran informes y padrones de los habitantes de la zona; entre las observaciones más importantes se certificó la ruralización de los blancos.
El proceso llevado a cabo por Moreno y Escandón tendría como conclusiones: el traslado de todos los indios de la zona (Fusagasugá, Tibacuy, Pandi) a Pasca; se les presenta a los blancos la opción de hacer parroquia o villa en el antiguo pueblo de indios de Fusagasugá. Para lo último se designó a Ignacio Pérez de la Cadena (vecino y hermano del corregidor de Fusagasugá Pedro Pérez de la Cadena), pero la medida no fue bien recibida entre los indios, quienes se negaron, inicialmente, y establecieron su voz de protesta por medio de memoriales y con el apoyo del cura Francisco de Escobar, pero el alegato de estas dos partes fue nulo ante las disposiciones de la autoridad española. Finalmente se produjo el traslado, pero no todos los indios lo cumplieron, puesto que en el caso de los indios de Tibacuy solamente dos se quedaron en Pasca.
Luego del traslado de los indios para la conformación del pueblo de blancos se elaboró un acta de trazado el 7 de mayo de 1776, en la cual se hicieron las medidas a la plaza siguiendo la orden de Moreno y Escandón para fraccionar las manzanas en cuadrados de 25 varas, dándoles distintos precios a los solares de acuerdo a su cercanía con la plaza. La erección como parroquia ocurrió en 1785 y el 26 de noviembre de ese mismo año se consagró como santa patrona a Nuestra Señora de Belén.

### Época republicana
El cultivo de la quina motivó la adquisición de tierras en la región, primeramente por parte de algunos de los personajes que luego se incluirían en el proceso independentista y posteriormente por ciertos comerciantes que compraron terrenos baldíos a muy bajo costo en un hecho de riesgo inversionista y que tenía como esperanza sacar provecho de la mejoría en la comercialización quimera, hecho que nunca se produjo. En cambio, se sucedió la apropiación de terrenos ante la inexactitud de las escrituras con las que se entregaron las propiedades, lo cual sentó los precedentes para el latifundio cafetero y por extensión el de los conflictos agrarios en la región del Sumapaz. Hacia 1870 ya existía una estructura latifundista y los propietarios eran comerciantes bogotanos, en su gran mayoría.
Durante el siglo XIX, las guerras fueron una constante y la ubicación intermedia de Fusagasugá servía como refugio de los ejércitos (liberales o conservadores, dependiendo de la guerra), a pesar de que esta zona fue principalmente liberal. Ejemplo de esta situación fue la batalla sucedida en terrenos de la Hacienda de Novillero el 9 de febrero de 1876.
El arribo de todas esas personas que buscaban beneficio económico o espiritual en Fusagasugá produjo que la fisonomía de la urbe cambiara lentamente, luego de un período colonial sin mayores avances en este tema. Esta pequeña aldea comenzó a diferenciarse notablemente de las otras poblaciones de la región, no sólo en sus características demográficas sino en la construcción de un poder que tendrá como resultado el dominio de un territorio más amplio, lo cual tiene a su vez implicaciones en lo económico, puesto que este era el núcleo urbano que más artesanado poseía a mediados del siglo XIX.
Fusagasugá sufrió entre 1880 y 1970 los cambios sociales, políticos y económicos más importantes de su historia, los cuales se vieron reflejados principalmente en su perímetro urbano. Dentro de este período existieron dos momentos fundamentales en el desarrollo urbano de la ciudad, los cuales están estrechamente vinculados entre sí. Entre 1880 y 1940, la región y la ciudad se introdujeron en la economía exportadora gracias a la expansión en la producción, procesamiento y comercialización del café, situación que fue concentrada por Fusagasugá, debido a que era la ciudad de mayor desarrollo urbano en la zona, lo cual tenía su razón en la condición como cruce de caminos que adquirió desde antes de la llegada española, permitiéndole que fuera lugar obligado para los viajeros y comerciantes que deseaban tomar esta ruta, bien fuera hacia Bogotá o el río Magdalena y el sur del país.
La influencia del territorio sobre la ciudad estuvo ejemplificada con la concentración de los poderes políticos y sociales: primero con la ubicación de la cabecera vicarial en Fusagasugá, durante 1885, y posteriormente con la recepción bajo su jurisdicción de un territorio con la creación de la provincia, en 1895.
Los hacendados y comerciantes se convirtieron en los administradores municipales. El área urbana se vio entonces favorecida, inicialmente, en el uso que sus habitantes le daban al suelo, puesto que la importancia que adquirió el camino entre Bogotá y Girardot favoreció el desarrollo de fincas para temperar y en especial la ubicación de establecimientos comerciales a lo largo de este camino en su paso por la ciudad; de esta forma, el espacio urbano era compartido entre el lugar donde residían los fusagasugueños, los veraneantes y los locales para el comercio y los sitios de provecho público. Por otro lado, es durante esta primera etapa cuando se produce el rompimiento de la estructura urbana, la instalación de servicios públicos y la construcción de equipamientos.

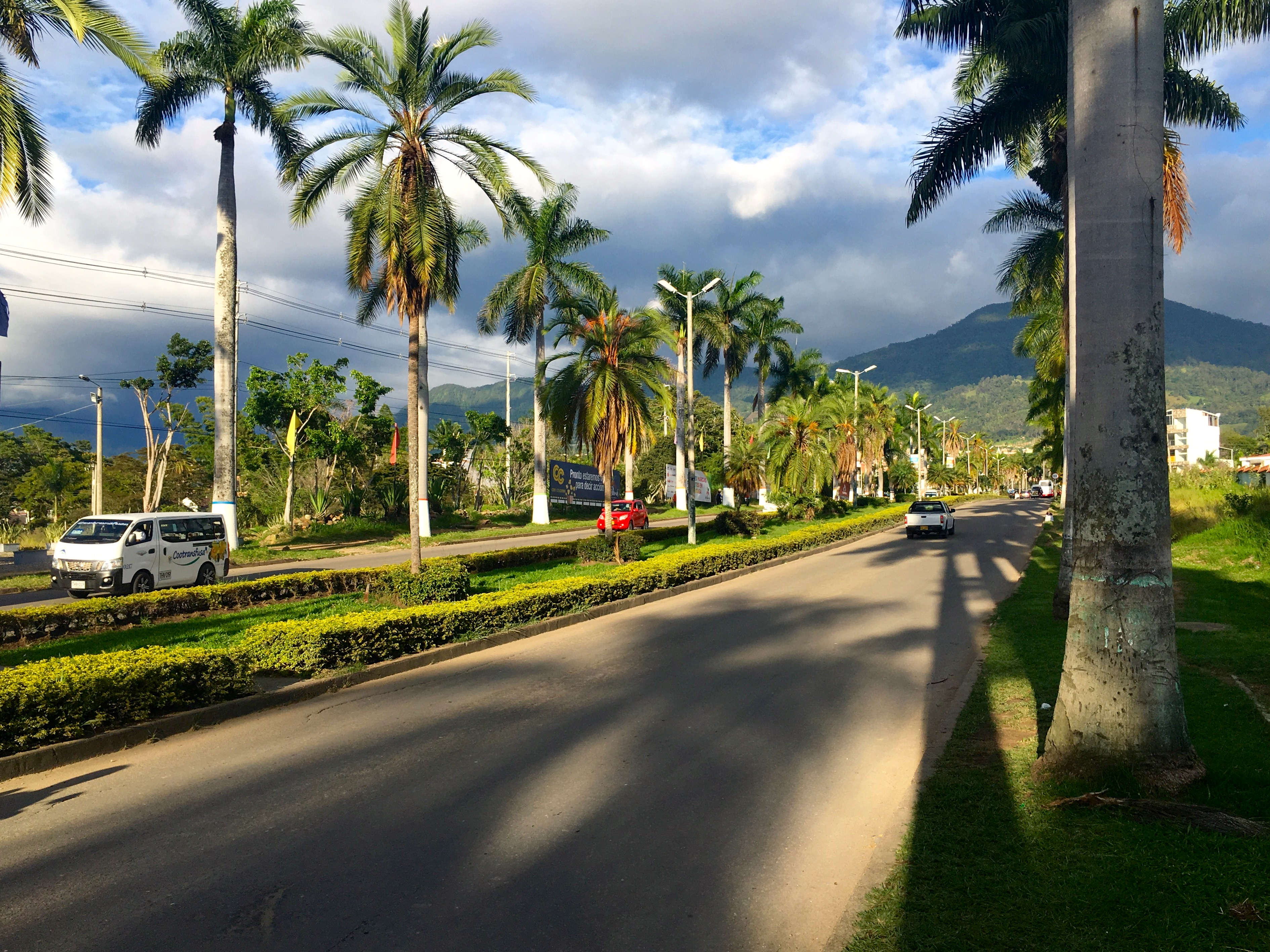
Avenida Las Palmas.

En la segunda etapa, 1940-1970, las mejoras materiales esbozadas con anterioridad se consolidaron, o en otros casos tomaron alternativas distintas a las del primer momento. De este modo el uso del suelo comenzó a diversificarse, principalmente desde el inicio de la construcción de la carretera Panamericana, a fines de los años 1950, la cual no atravesaba el perímetro urbano. Debido a esto, se inició la construcción de la Avenida de Las Palmas (1965) y se buscó fortalecer la urbanización del sur, puesto que de esta forma se podía volver a conectar la vía Bogotá-Girardot; pero mientras esto se llevaba a cabo, en las actividades urbanas el sector de los servicios creció notablemente, hasta el punto de ocupar en 1970 el 37,9% de los establecimientos existentes en la urbe, diversificando considerablemente su economía.
Durante este momento, los administradores municipales se hicieron más técnicos, pero ya no pertenecían a la élite cafetera que había contribuido con sus ideas en el inicio de los cambios más importantes en la historia de Fusagasugá; en esta segunda etapa, la región no tenía una participación notable en el producto interno bruto del país, puesto que la producción mayoritaria de café se había trasladado a la Cordillera Central y las haciendas cafeteras del Sumapaz se empezaron a fraccionar desde la década de 1930 y para el decenio de 1950 el minifundio era lo común en la tenencia de la tierra.
Esto también permitió que la presión que ejercía el latifundio sobre la estructura urbana disminuyera y facilitara la extensión de la ciudad, puesto que la pequeña propiedad se incorporaba fácilmente al proceso de urbanización, haciéndolo inicialmente con el loteo, y posteriormente los propios habitantes efectuarán la edificación, puesto que en la ciudad no existió una urbanización dirigida.

### Época contemporánea
A partir de la década de 1980 se elevó notoriamente el crecimiento urbano, especialmente hacia el Norte y el Sur-Este del área urbana; a partir del año 2000 el crecimiento se dirige hacia el Sur-Oeste de la ciudad. Se prevé que como consecuencia del mejoramiento de la movilización desde y hacia Bogotá, por la construcción de los terceros carriles en la calzada de la carretera Panamericana y La prolongación de TransMilenio que agilizaría el paso por Bosa y Soacha, se amplíe el desarrollo urbano, principalmente en tanto ciudad educativa y de vivienda campestre, apetecida por pensionados por su clima agradable y los servicios que ofrece, así como por su cercanía a la capital del país.[cita requerida].

### Conflictos agrarios
Un apartado requieren los conflictos agrarios que ocuparon gran parte del siglo XX, ya que además de las transformaciones señaladas, fue un período bastante nutrido en conflictos sociales, los cuales estuvieron fundamentados inicialmente en la tenencia de la tierra, posteriormente fortalecidos por la contienda partidista y la violencia endémica. Durante el siglo XIX el Estado vendió y otorgó tierras baldías sin prever que muchas de ellas ya tenían dueños de hecho.
Las grandes extensiones de las que se apoderaron los inversionistas bogotanos, con la venia del gobierno nacional, implicó que muchos de esos colonos o antiguos propietarios se convirtieran en arrendatarios de los nuevos latifundistas. Además, durante fines del siglo XIX e inicios del XX arribaron a la región muchos inmigrantes buscando trabajo, los cuales fueron acogidos en las grandes haciendas (dedicadas a la explotación cafetera) en términos laborales bastante desventajosos.
Estas ambigüedades en la propiedad de la tierra produjeron muchos procesos judiciales que fueron en su gran mayoría manipulados por los hacendados,[cita requerida] provocando un descontento común entre los trabajadores agrarios. Estos últimos tuvieron desde fines de la década de 1920 un importante apoyo en el abogado Jorge Eliecer Gaitán, quien aprovechando las circunstancias organizó su primer grupo político de cierta trascendencia, denominado Unión Nacional Izquierdista Revolucionaria (UNIR). Pero de las prácticas en los juzgados se pasó a la violencia, ocurriendo inicialmente varios asaltos a las haciendas;con el paso del tiempo y las políticas fracasadas del gobierno en materia de reforma agraria, esos escasos grupos fueron constituyéndose en guerrillas de mayor presencia militar y territorial.
Estos grupos insurgentes fueron durante la década de 1950 alimentados por la contienda partidista y en la década de los sesenta del mismo siglo por las ideas de origen comunista. A partir de allí y con el fortalecimiento de los grupos guerrilleros como las FARC desde los 70 a los 90, el conflicto en el país fue adquiriendo características de espiral; en la primera década del siglo XXI estos grupos estaban diezmados, especialmente en Cundinamarca y la región central de Colombia.

## Gobierno
En Fusagasugá el gobierno está encabezado por la Alcaldía Municipal, el Concejo de Fusagasugá y las Juntas Administradoras Locales (JAL); todos estos cargos públicos son elegidos democráticamente mediante sufragio universal para un periodo de 4 años. El alcalde actual es William García Fayad, elegido para el periodo 2024 - 2027.
Fusagasugá es uno de los 116 municipios del departamento de Cundinamarca, en la región central de Colombia. Por Decreto Departamental n.º 290 de 20 de diciembre de 1895, Fusagasugá fue erigida capital de la Provincia del Sumapaz, provincia creada por decreto departamental.
La Provincia del Sumapaz, tiene una población cercana a los 270.000 habitantes, y está conformada por 10 municipios: Silvania, Tibacuy, Pasca, Arbeláez, Pandi, San Bernardo, Venecia, Cabrera, Granada y Fusagasugá.

## División Político-Administrativa
Fusagasugá se divide en la zona urbana en 6 comunas y en la zona rural en 5 corregimientos:

### Cabecera municipal[9]

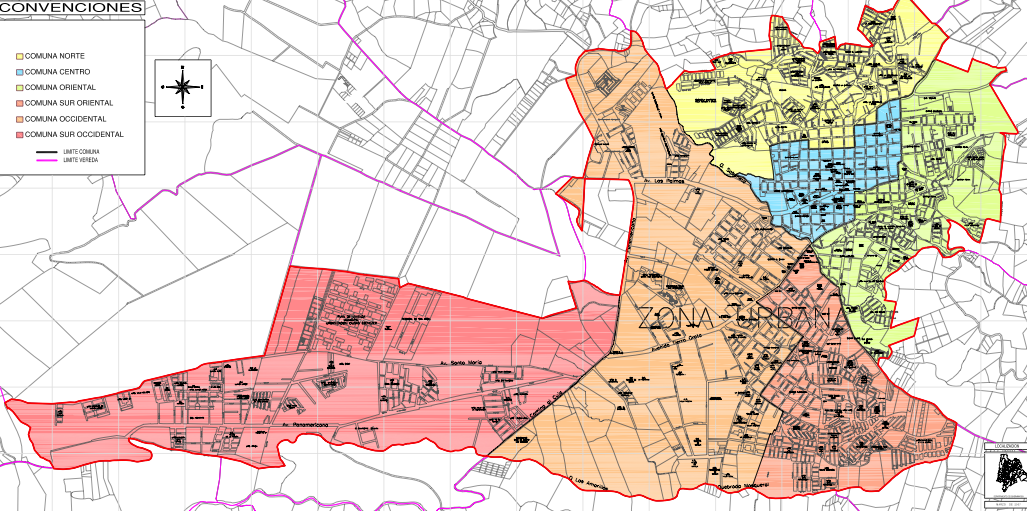
División territorial por Comunas.

Fusagasugá está constituida en su zona urbana por 6 comunas: Centro, Norte, Occidental, Oriental, Sur Occidental y Sur Oriental, 
1. Comuna Centro, integrada por los siguientes barrios: Santander, Olaya, Centro, Emilio Sierra, Potosí y Luxemburgo.
2. Comuna Norte, integrada por los siguientes barrios: El Progreso, José Antonio Galán, La Cabaña, Nueva Esperanza, La Esmeralda, Villa Armerita, San Antonio, Gaitán I, Gaitán II, La Independencia, El Edén, Villa Natalia, La Florida, Los Andes, Santa Librada, Mi Tesoro, Villa Rosalía, El Rosal, Villas de San Diego I, Villas de San Diego II, Monte Verde, Los Fundadores, La Palma, Carlos Lleras, Porvenir La Salle y El Lucero.
3. Comuna Occidental, integrada por los siguientes barrios: San Mateo, Manila, Santa Anita, San Jorge, Marsella, Comboy, Mandalay, Nuevo Balmoral, El Caney, Fontanar, Antiguo Balmoral, Urbanización Villa Alix, Piedra Grande, Santa Ana Campestre, Villa Country, Quintas de Balmoral, El Manantial, Santa Clara, Siboney, Teresita I y Teresita II.
4. Comuna Oriental, integrada por los siguientes barrios: Pekín, Cedritos, Coburgo, Bosque Bonnet, El Tejar, Los Robles, Bella Vista, Santa María de Los Ángeles, Antonio Nariño, Los Sauces, Urb. Altos de Pekín, Bonet, Villa de Los Sutagaos y Villa Aranzazu.
5. Comuna Sur Occidental, integrada por los siguientes barrios: Llano Largo, La Pampa, La Venta, Cooviprof, Maíz Amarillo, Ciudad Eben-ezer, Gran Colombia, Caminos de Llano Largo, Llano Verde, Villa Celeste, Urb. Las Brisas, Leidy Di, Urb. Pedregal de San Luis, Urb. Parques de Occidente Etapas I y II, Urb. El Oasis, Urb. La Primavera, Llano Grande, Conj. Res. Asoveinte, Urb. San Diego La Venta, Conj. Res. Balcones de San José, Villas de La Pampa, Conj. Res. Villa Rosita, La Venta, Urb. Los Girasoles, Ciudad Jardín, Urb. Cádiz, Urb. Nueva Campiña, Urb. Ciudadela Comfenalco, San Francisco, Urb. Cambulos y Conj. Cerrado San Martín de Los Olivos.
6. Comuna Sur Oriental, integrada por los siguientes barrios: Balmoral, Fusacatan, Obrero, Los Comuneros, La Macarena, El Vergel, San Fernando, Pedro Pablo Bello, Jaime Pardo Leal, Prados de Bethel, El Mirador, Las Delicias, Las Américas, Camino Real, Santa Bárbara, Villa Leidy, Prados de Alta Gracia, Urbanización Bosques del Oriente, Urbanización Aires de Quinini, Popular Obrero, Santa Rosa, Bethel Bajo, Urbanización La Alejandra y Sauces Bajo.

### Corregimientos
Fusagasugá tiene bajo su jurisdicción varios centros poblados, que en conjunto con otras veredas, constituye los siguientes corregimientos:
| Corregimiento  | Centros Poblados                                      | Veredas |
| Nororiental    | - La Aguadita - La Cascada - Rio Blanco - Los Puentes | Los Robles, San Rafael, Bermejal, Tierra Negra, Piamonte y Usatama                                                      |
| Occidental     |                                                       | Bosachoque, El Resguardo, Cucharal, Novillero y Viena                                                                   |
| Oriental       |                                                       | El Jordán, La Palma, Pekín, Bethel, Mosqueral, Sauces y La Venta                                                        |
| Sur Occidental | - Chinauta - El Triunfo - Las Pirámides               | San Antonio, Santa María, La Puerta.                                                                                    |
| Sur Oriental   |                                                       | El Placer, Espinalito, Sardinas, La Isla, Mesitas, Palacios, Bochica, Guayabal, Batán, Guavio, Santa Lucía y El Carmen. |

El Municipio de Fusagasugá cuenta con 180.25 kilómetros cuadrados en el área Rural.

## Demografía
El municipio de Fusagasugá presenta un alto volumen de población flotante por ser un importante centro regional de comercio y servicios, con gran aptitud como ciudad educativa universitaria y de turismo ambiental por su cercanía con la capital del país. La evolución demográfica histórica muestra claramente los acontecimientos. Los datos poblacionales conocidos del municipio en los siglos XIX, XX y principios del XXI son:
| Año  | habitantes                         | Notas  |
| ---- | ---------------------------------- | ------ |
| 1843 | 200                                |        |
| 1851 | 300                                | [ 10 ] |
| 1870 | 500                                | [ 11 ] |
| 1884 | 503                                | [ 12 ] |
| 1905 | 5.000                              | C      |
| 1912 | 5.300                              | C      |
| 1993 | 82.003                             | C      |
| 2005 | 108.938                            | C      |
| 2014 | 131.914                            | py     |
| 2017 | 139.805                            | py     |
| 2020 | 147.631                            | py     |
|      | C = censo oficial; py = Proyección |        |

## Geografía
Fusagasugá se encuentra ubicada entre los 4° 20' latitud norte y los 74° 21' 00" longitud oeste; la ciudad ocupa una verde meseta enmarcada por los ríos Cuja y Chocho y los cerros Quininí y Fusacatán, que conforman el valle de los Sutagaos. Desde Bogotá, se puede llegar al municipio a través de la ruta nacional 40 o vía Sibaté a través de la troncal del Sumapaz.

### Clima
El territorio fusagasugueño se encuentra entre los 550 y los 3.050 m s. n. m. El perímetro urbano se encuentra en una altitud promedio de 1.726 m s. n. m., con una temperatura promedio de 20 °C. La humedad relativa media es de 85%, con máximos mensuales de 93% y mínimos mensuales de 74%, con una precipitación superior a los 1.250 mm.
Aproximadamente entre los 1.100 y 1.900 m s. n. m., se encuentra un clima templado y relativamente húmedo, con algunas variaciones locales en cuanto al régimen de humedad, debido a que en esta zona los vientos que soplan son secos y ocasionan una alta evaporación. La temperatura promedio multianual del municipio es de 19.4 °C; la máxima temperatura es 26.8 °C y se encuentra en la vereda El Triunfo; la mínima es de 9.9 °C y se registra en parte de las veredas Los Robles y San Rafael.
Su territorio, porcentualmente, posee los siguientes climas:
- Cálido: 24 °C a 28 °C (09,21%)
- Templado: 18 °C a 23 °C (54,00%)
- Frío: 12 °C a 18 °C (32,20%)
- Sub-páramo: 6 °C a 12 °C (04,19%) altura más elevada.

### Hidrología
Fusagasugá hace parte de la cuenca del Río Sumapaz, el cual pertenece al sistema hidrográfico occidental del departamento de Cundinamarca. La distribución de las principales fuentes hídricas de Fusagasugá es la siguiente:
Se encuentra al occidente del municipio el río Chocho-Panches y al sur los ríos Cuja, Batán y Guavio con sus respectivos afluentes, que conforman la parte central de la misma cuenca.
- En el sector donde los ríos Panches y Cuja se encajonan y conforman el Río Sumapaz, sus afluentes bajan casi verticalmente, formando así un drenaje subparalelo, mucho más denso que el dendrítico principal.
- Las aguas subterráneas (nivel freático) en la zona se encuentran a profundidades mayores de veinte metros, con excepción de algunas zonas en donde están entre 1,5 y 2 m.

## Economía
El mercadeo agropecuario regional, el comercio, la construcción y el transporte son las actividades determinantes de la economía de la ciudad; sin embargo, el acelerado crecimiento del tercer sector (servicios), especialmente el fortalecimiento de las actividades del sector educativo, salud, recreación, turismo, transporte y las políticas públicas locales de apoyo a la agrotecnología, apuntan a ser a corto plazo los dinamizadores del desarrollo local.

## Educación

### Educación superior
- Universidad de Cundinamarca, Sede Fusagasugá (Sede Principal).
- Universidad Colegio Mayor de Cundinamarca, Unicolmayor
- Escuela Superior de Administración Pública, ESAP.
- Universidad Nacional Abierta y a Distancia, UNAD.
- Escuela de Policía, Provincia del Sumapaz.
- Servicio Nacional de Aprendizaje, SENA.
- Politécnico de los Andes Poliandes